# Adam Bousdoukos
Adam Bousdoukos (IPA: [aˈðam buzˈðukos]) (in greco: Αδάμ Μπουσδούκος; Amburgo, 25 gennaio 1974) è un attore e sceneggiatore tedesco.

## Biografia
Nato ad Amburgo il 25 gennaio 1974 da genitori greci, Adam Bousdoukos è cresciuto nel distretto di Altona. Ha lavorato in diversi film di Fatih Akın, a partire dal cortometraggio d'esordio del regista, Sensin - You're the one!. Grazie al ruolo di Costa nel film Kurz und schmerzlos ha vinto il Leopardo di bronzo al Locarno Festival nel 1998 e un premio Adolf Grimme nel 2001. Successivamente è comparso brevemente nel ruolo di un barman ne La sposa turca.
Appassionato musicista (ha coprodotto un album chiamato Ottensen Sampler), la sua conoscenza del rebetiko e della musica soul greca ha influenzato la colonna sonora del film Soul Kitchen, di cui è protagonista nel ruolo del greco Zinos Kazantsakis.

## Filmografia

### Cinema
- Kurz und schmerzlos, regia di Fatih Akın (1998)
- Im Juli, regia di Fatih Akın (2000)
- Solino, regia di Fatih Akın (2002)
- Der Ärgermacher, regia di Bettina Bouju e Steffen Jürgens (2003)
- Kebab Connection, regia di Anno Saul (2004)
- La sposa turca (Gegen die Wand), regia di Fatih Akın (2005)
- Eine andere Liga, regia di Buket Alakus (2005)
- Die Schimmelreiter, regia di Lars Jessen (2008)
- Soul Kitchen, regia di Fatih Akın (2009)
- Dicke Hose - Big Trouble in Little Ottensen, regia di Hernik Peschel e Miles Terheggen (2009)
- Chalet Girl, regia di Phil Trail (2011)
- Vatertage - Opa über Nacht, regia di Ingo Rasper (2012)
- Das Leben ist nichts für Feiglinge, regia di André Erkau (2012)
- V8 - Si accendono i motori, regia di Joachim Masannek (2013)
- Il padre, regia di Fatih Akın (2014)
- Ein Geschenk der Götter, regia di Oliver Haffner (2014)
- V8 - La sfida dei Nitro, regia di Joachim Masannek (2015)
- Highway to Hellas, regia di Aron Lehman (2015)
- Tetarti 4:45, regia di Alexis Alexis (2015)
- Highway to Hellas, regia di Aron Lehmann (2015)
- Dimitrios Schulze, regia di Cüneyt Kaya (2016)
- Un'estate a Cipro (Ein Sommer auf Zypern), regia di Jorgo Papavassiliou (2017)
- Oltre la notte (Aus dem Nichts), regia di Fatih Akın (2017)
- Vielmachglas, regia di Florian Ross (2018)
- Torna a casa, Jimi! (Αναζητώντας τον Χέντριξ), regia di Marios Piperides (2018)
- A Jar Full of Life, regia di Florian Ross (2018)
- Il mostro di St. Pauli (Der Goldene Handschuh), regia di Fatih Akın (2019)
- Aus meiner Haut, regia di Alex Schaad (2022)

### Televisione
- Barracuda Dancing - film TV (1999)
- Anwalt Abel - serie TV, episodio 18 (2000)
- Die Hässliche - film TV (2000)
- Der Weihnachtswolf - film TV (2000)
- Abschnitt 40 - serie TV (2001)
- Check-in to Disaster - film TV (2001)
- Polizeiruf 110  - serie TV, episodio 30x11 (2002)
- Doppelter Einsatz - serie TV, episodio 8x01 (2002)
- Edel & Starck - serie TV, episodio 2x09 (2003)
- Die Sitte - serie TV, episodio 1x02 (2003)
- Adelheid und ihre Mörder - serie TV, episodio 4x01 (2003)
- Unsre Mutter ist halt anders - film TV (2003)
- Wie krieg ich meine Mutter groß? - film TV (2004)
- Das Duo - serie TV, episodio 1x09 (2005)
- Es war einer von uns - film TV (2010)
- Grani di pepe - serie TV, episodi 2x06 e 8x05 (2001/2011)
- Marie Brand - serie TV, episodio 8 (2011)
- 14º Distretto - sere TV, episodio 25x2 (2011)
- Squadra speciale Lipsia - serie TV, episodio 12x2 (2012)
- Squadra Speciale Stoccarda - serie TV, episodio 4x23 (2013)
- Verbrechen - serie TV, episodio 1x02 (2013)
- Last Cop - L'ultimo sbirro - serie TV, quinta stagione (2014)
- Die Auserwählten, regia di Christoph Röhl – film TV (2014)
- Lindenstraße - serie TV, episodi 1462...1508 (2014)
- Super-Dad - film TV (2015)
- Hubert und Staller - Unter Wölfen - film TV (2016)
- Sibel & Max - serie TV, episodi 1x10...2x12 (2016)
- Mein Sohn, der Klugscheißer - film TV (2016)
- Tatort - serie TV, episodio 1034 (2017)
- SOKO Potsdam - serie TV, episodio 1x01 (2018)
- Unsere Jungs - Auch Strippen will gelernt sein - film TV (2018)
- SOKO Hamburg - serie TV, episodio 2x05 (2018)

### Cortometraggi
- Sensin - Du bist es!, regia di Fatih Akın (1995)
- Der letzte Flug, regia di Jo Hellmuth, Gerd Lombardi, Silvana Lombardi (1999)

## Riconoscimenti
- 1998 – Locarno Festival
  - Leopardo di bronzo[1]
- 2001 – Premio Adolf Grimme